# Région du Tōkai
Pour les articles homonymes, voir Tokai.
La région du Tōkai (東海地方, Tōkai-chihō, littéralement la région de la mer de l'est) correspond à la partie centrale de la côte pacifique de l'île de Honshū. C'est un sous-ensemble du Chūbu.

## Définitions
On peut définir le Tōkai comme l'ensemble des préfectures de Mie, Gifu, Shizuoka et Aichi.
Cette définition est la définition la plus utilisée, notamment par les ministères japonais (par exemple le bureau des affaires financières du Tōkai du ministère des finances), mais aussi par divers organismes comme la branche Tōkai de NTT DoCoMo.
Certains médias excluent la préfecture de Shizuoka lorsqu'ils parlent du Tōkai. On parle alors, pour éviter toute ambigüité, de Tōkai trois préfectures. Cette définition restrictive correspond aussi au sens large de la région de Chūkyō (capitale du centre, Nagoya).
On exclut aussi souvent le nord de la préfecture de Gifu, ainsi parfois que le sud de la préfecture de Mie.
Certaines définitions sont au contraire plus larges, allant jusqu'aux préfectures de Toyama et d'Ishikawa (au bord de la mer du Japon).
Cette région est située entre le Kansai et le Kantō, les deux seules régions plus importantes, dont les agglomérations Ōsaka-Kōbe-Kyōto et du Grand Tōkyō sont respectivement les centres urbains. 
Nagoya est la ville principale du Tōkai.

## Économie et démographie
La région du Tōkai compte plus de 10 millions d'habitants, et son PIB a presque atteint les 540 milliards de dollars US en 1998. Le PIB de cette région correspond presque à celui du Canada. La préfecture d'Aichi est de loin la plus importante en termes démographique et économique. En effet les populations des quatre préfectures généralement considérées comme formant le Tōkai se répartissent ainsi :
| ISO 3166-2 | préfecture | rang national | population en 2003 | part du total (%) |
| ---------- | ---------- | ------------- | ------------------ | ----------------- |
| JP-21      | Gifu       | 17            | 2 115 336          | 1,7               |
| JP-22      | Shizuoka   | 10            | 3 792 982          | 3                 |
| JP-23      | Aichi      | 4             | 7 161 891          | 5,6               |
| JP-24      | Mie        | 22            | 1 864 185          | 1,5               |
|            |            | Total         | 14 934 394         | 11,8              |

La région se présente comme un pivot du secteur manufacturier japonais, notamment grâce à la présence de Toyota dans la préfecture d'Aichi. La région a accueilli l'exposition universelle de 2005, qui fut l'occasion de l'inauguration d'un aéroport de première classe à Nagoya, l'aéroport international du Chubu.